# Coryphaena equiselis
Coryphaena equiselis ist ein Fisch aus der Familie der Goldmakrelen (Coryphaenidae). Er lebt weltweit in tropischen und subtropischen Meeren. Einen deutschen Namen gibt es nicht. Im englischen wird Coryphaena equiselis als Pompano dolphin oder Pompano dolphinfish bezeichnet. Die Art ist nicht gut bekannt und wird oft mit Jungfischen oder Weibchen der Gemeinen Goldmakrele (Coryphaena hippurus) verwechselt.

## Merkmale
Coryphaena equiselis wird maximal 1,27 Meter lang, bleibt aber für gewöhnlich bei einer Länge von einem halben Meter. Als Höchstalter werden vier Jahre angegeben. Der Körper der Fische ist langgestreckt und seitlich abgeflacht. Die Körperhöhe beträgt etwa 20 bis 25 % der Standardlänge. Männchen bekommen im Alter ein steiles Kopfprofil mit einem knöchernen Kiel. Die Zunge der Fische ist bezahnt. Die Zähne nehmen 50 bis 60 % der Zungenoberfläche ein. Die Farbe der Oberseite ist ein metallisch glänzendes Blaugrün, die Seiten sind silbrig mit einem goldenen Schimmer. Tote Tiere werden grau mit grünen Flecken.
Die Rückenflosse ist dunkel und beginnt im Nacken und erstreckt sich bis zur Schwanzflosse, die Afterflosse erstreckt sich vom Anus bis zur Schwanzflosse. Ihr vorderer Teil ist konvex. Die Brustflossen befinden sich auf der Höhe der Kopfmitte. Sie erreichen die Hälfte der Kopflänge.
Flossenformel: Dorsale 52–59, Anale 24–28.
Hartstrahlen fehlen.

## Lebensweise
Coryphaena equiselis lebt normalerweise in kleinen Gruppen im offenen Ozean, manchmal kommt er auch in küstennahe Gewässer, und unternimmt weite Wanderungen. Manchmal halten sich die Fische unter treibenden Gegenständen auf oder folgen Booten. Sie ernähren sich von kleinen Fischen und Kopffüßern. Auch die Eier und Larven sind pelagisch.

## Fischerei
An den Küsten des nördlichen Südamerika ist Coryphaena equiselis ein bedeutendes Ziel für Hochsee-Angler, wird frisch vermarktet und gilt als hervorragender Speisefisch.

## Weblink
- Coryphaena equiselis in der Roten Liste gefährdeter Arten der IUCN 2013.2. Eingestellt von: Collette, B., Acero, A., Amorim, A.F., Boustany, A., Canales Ramirez, C., Cardenas, G., Carpenter, K.E., de Oliveira Leite Jr., N., Di Natale, A., Fox, W., Fredou, F.L., Graves, J., Viera Hazin, F.H., Juan Jorda, M., Minte Vera, C., Miyabe, N., Montano Cruz, R., Nelson, R., Oxenford, H., Schaefer, K., Serra, R., Sun, C., Teixeira Lessa, R.P., Pires Ferreira Travassos, P.E., Uozumi, Y. & Yanez, E., 2010. Abgerufen am 7. Februar  2014.